# 2012 UN177
2012 UN177, também escrito como 2012 UN177, é um objeto transnetuniano (TNO) que está localizado no cinturão de Kuiper, uma região do Sistema Solar. O mesmo possui uma magnitude absoluta de 7,5 e tem um diâmetro com cerca de 139 km.

## Descoberta
2012 UN177 foi descoberto no dia 20 de outubro de 2012 pelo astrônomo M. Alexandersen.

## Órbita
A órbita de 2012 UN177 tem uma excentricidade de 0,158 e possui um semieixo maior de 43,140 UA. O seu periélio leva o mesmo a uma distância de 36,304 UA em relação ao Sol e seu afélio a 49,977 UA.